# Friend過打Band
Friend過打Band是1982年上映的一部香港警匪喜劇，由李修賢執導，呂良偉、鄭則士、王青主演。此片是港產片中最早期的警匪電影之一，上映時票房高達600多萬，從此掀起一片警匪電影熱潮。

## 劇情
考入特警的警員掙爆（鄭則士飾）和大口環（王青飾）因資質不足，受訓期間不斷鬧出笑話，被李Sir（李修賢飾）調回至任軍裝警員。2人見同學四眼鄧（龍天生飾）已晉升為督察，唯有爭取再次選入特警。這時2人被CID督察陳Sir（呂良偉飾）委任為探員，這對孖寶在執行任務期間誤殺犯罪集團黨羽，又鬧出笑話，再次被調回軍裝警員……

## 演員
- 鄭則士 飾 掙爆
- 王青   飾 大口環
- 呂良偉 飾 陳 Sir
- 龍天生 飾 四眼鄧
- 李修賢 飾 李 Sir
- 廖偉雄 飾 啞仔

## 外部連結
- 香港影庫上《Friend過打Band》的資料（繁體中文）
- 时光网上《Friend過打Band》的資料（简体中文）
- 豆瓣电影上《Friend過打Band》的資料 （简体中文）
- 互联网电影数据库（IMDb）上《Friend過打Band》的资料（英文）